# Friedrich Hintmann
Friedrich Hintmann (* 6. Juni 1858 in Süderhastedt, Süderdithmarschen; † 1941 vermutlich in Neuenkirchen, Norderdithmarschen) war ein deutscher Lehrer und Schriftsteller. Neben pädagogischen Aufsätzen umfasst sein Werk sowohl hoch- als auch niederdeutsche Literatur.

## Leben und Wirken
Friedrich Hintmann wurde als jüngstes von neun Kindern des Stellmachermeisters Jürgen Hintmann (1816–1898) und seiner Ehefrau Anna Margaretha, geborene Köhler, (ca. 1813–1893) in Süderhastedt geboren. Nach zweijährigem Besuch der Präparandenanstalten in Großenrade und Hemmingstedt absolvierte er von 1876 bis 1879 das Lehrerseminar in Eckernförde. Danach übernahm Hintmann Lehrerstellen in Barlt und in Hochwöhrden und Neuenkrug – heute Ortsteile von Wöhrden –, bevor er 1885 an eine dreiklassige Schule in Neuenkirchen berufen wurde, die er ab 1898 bis zu seinem Eintritt in den Ruhestand im Jahr 1923 als Hauptlehrer leitete. Während seiner Lehrtätigkeit und im Ruhestand verfasste Hintmann Bühnenstücke, Erzählungen, Romane und Gedichte in hoch- und niederdeutscher Sprache. Grundlage mehrerer seiner Gedichte bilden Sagen aus der Sammlung von Karl Müllenhoff.

## Werke (Auswahl)
- Heinrich von Zütphens Tod. Schauspiel. (1894)
- Dithmarscher Mund. Gedichte. Heider Anzeiger, Heide 1901.
- Wo blüht dein Glück? Lustspiel. (1903)
- Der Graf von der Bökelnburg. Schauspiel. (1903)
- Eddelhof. Eine dithmarscher Familiengeschichte. Heider Anzeiger. Heide 1906.
- De Pflegedochter oder Heemliche Leev. Volksstück in zwei Aufzügen. H. Lühr & Dircks, Garding 1908.
- De Bleier. Lustspiel in einem Aufzug. H. Lühr & Dircks, Garding 1912.
- Nich bang! Historisches Volksstück in zwei Aufzügen. Emil Richters Verlag, Hamburg 1913.
- Blau-Weiß-Rot. Schauspiel in drei Aufzügen. H. Lühr & Dircks, Garding 1924.
- De Brügghof oder Dütsche Bröderschöpp. Volksstück in zwei Aufzügen. H. Lühr & Dircks, Garding 1924.
- Gloov un Leev ünnern Wihnachtsboom. Ein volkstümliches Weihnachtsspiel. H. Lühr & Dircks, Garding 1924.
- Daags vör de Hochtied. Lustspiel in einem Aufzug. H. Lühr & Dircks, Garding 1925.
- Bauernehre: Dithmarscher Volks- und Familienroman. Dithmarscher Landpost, Wesselburen 1927.
- Heimatfrieden: Eine Erzählung aus dem Dorfleben vergangener Zeiten und Sitten. Neuenkirchen 1928.
- Der Geist des Kindes. Roman. (1931)
- Dusenddüwelswarf. Drama in vier Akten. ( um 1933)